# Библиотека биодиверзитетског насљеђа
Библиотека биодиверзитетског насљеђа (енгл. Biodiversity Heritage Library - BHL) је конзорцијум библиотека спеијализованих за радове из области историје, природе и ботанике. Оне сарађују на дигитализацији и омогућавању приступа насљеђу биодиверзитета, који се чува у њиховим колекцијама, као и омогућавање доступности и одговорног коришћења материјала као дијела глобалне идеје „биодиверзитет - заједничко власништво“. Конзорцијум сарађује са међународном таксономском заједницом, власницима права и осталим заинтересованим странама како би се осигурало да ово насљеђе буде бесплатно доступно свим заинтересованима. BHL је самостално и у сарадњи са интернетским архивима дигитализовала милионе страница таксономске литературе, које представљају хиљаде радова у 100.000 свезака.
ПО оснивању 2005, BHL је био по величини трећи пројекат дигитализације литературе из области биодиверзитета (послије (Gallica)-е, пројекта Националне библиотеке Француске и -{AnimalBase-а)}, пројекта универзитета у Гетингену, Њемачка . Године 2008. BHL избија на прво мјесто и постаје највећи свјетски пројекат у овој области.